# Digestive

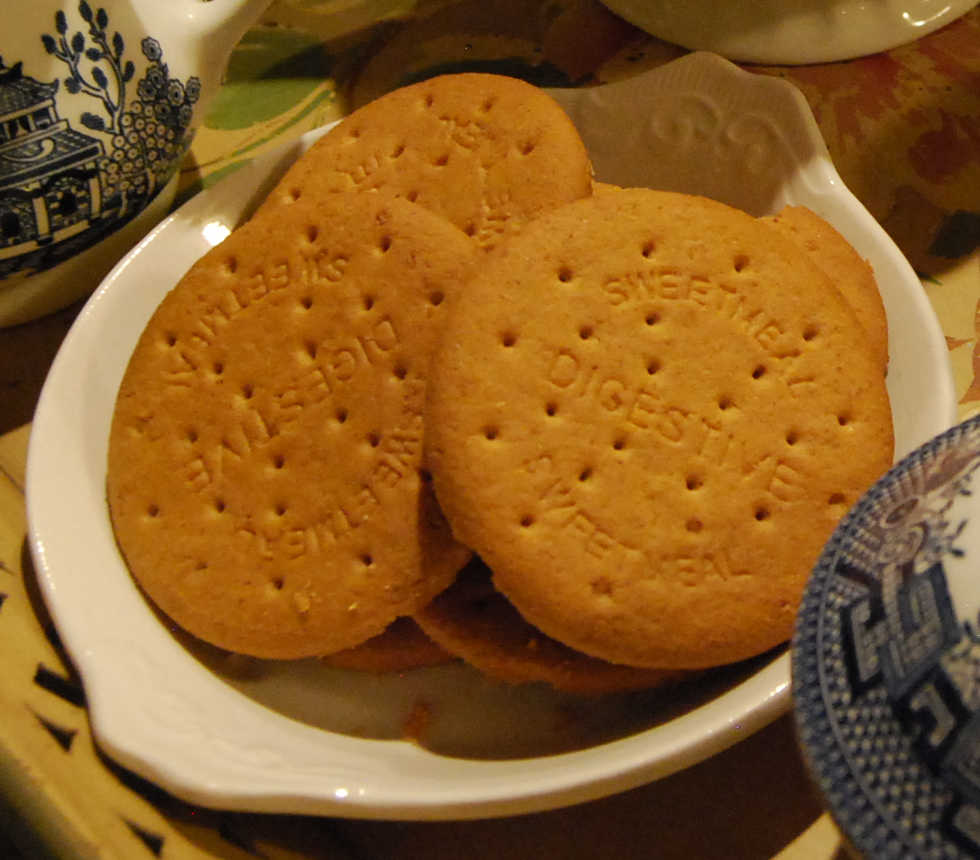
Digestives

Der Begriff Digestive (englisch digestive biscuit, wörtlich „Verdauungskeks“) bezeichnet ein ursprünglich aus dem heutigen Vereinigten Königreich stammendes, nur leicht gesüßtes Keks-Produkt. Digestives werden oftmals mit Kaffee oder Tee gereicht und traditionell in den Tee getunkt.

## Geschichte
Digestives mit der Bezeichnung McVitie's digestive wurden im Jahr 1839 von zwei schottischen Ärzten zur Verbesserung der Verdauung entwickelt. Zu den ursprünglichen Produzenten gehörte Huntley & Palmers.
Der Graham Cracker aus den Vereinigten Staaten ähnelt bzgl. der Zutaten und Konsistenz dem Digestive.

## Zutaten
Im Handel erhältliche Digestives enthalten Weizenmehl (z. T. oftmals Vollkornmehl), Pflanzenöl, Zucker, Glukosesirup, Backtriebmittel und Salz. Ein Keks hat typischerweise ca. 70 kcal. Es gibt Varianten, etwa mit Schokoladenglasur oder glutenfreie, dem Digestive nachempfundene Kekse.